# BYD Dolphin
El BYD Dolphin es un automóvil eléctrico producido por el fabricante chino BYD Auto desde 2021.
Las ventas en China se iniciaron en 2021 y en Europa en 2023. La versión europea es un compacto del segmento C con un motor en el eje delantero de tracción delantera. Está disponible con tres posibles baterías,[cita requerida] la de mayor capacidad de 60,4 kWh (217 MJ) ofrece 150 kW (204 CV; 201 HP) de potencia máxima,[cita requerida] con lo que logra una autonomía combinada de 490 km (304 millas), según el ciclo WLTP.[cita requerida] Tiene una velocidad punta de 160 km/h (99 mph) y acelera de 0 a 100 km/h (0 a 62 mph) en 7 segundos.

En el Salón del Automóvil de Fráncfort de 2023:
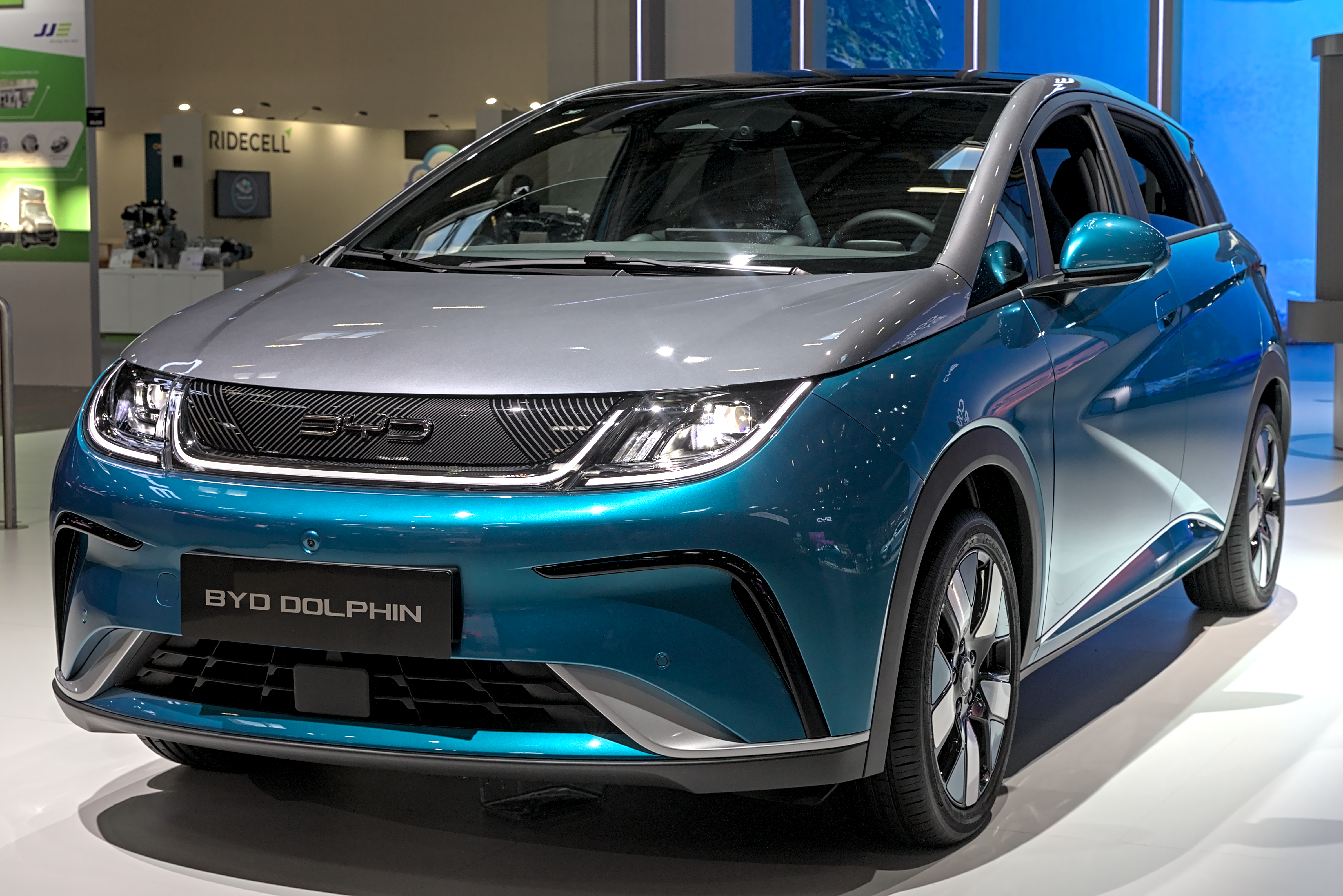
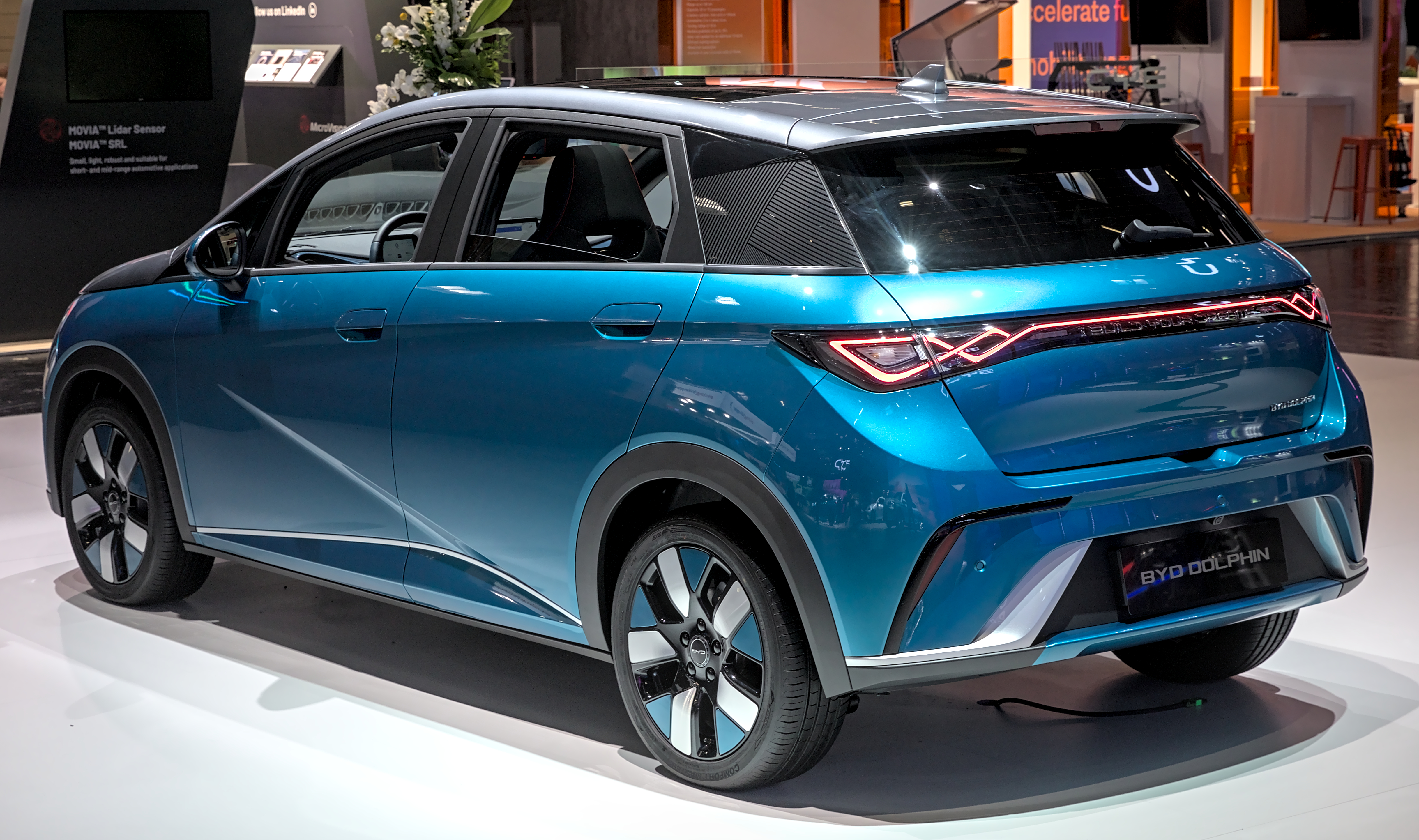
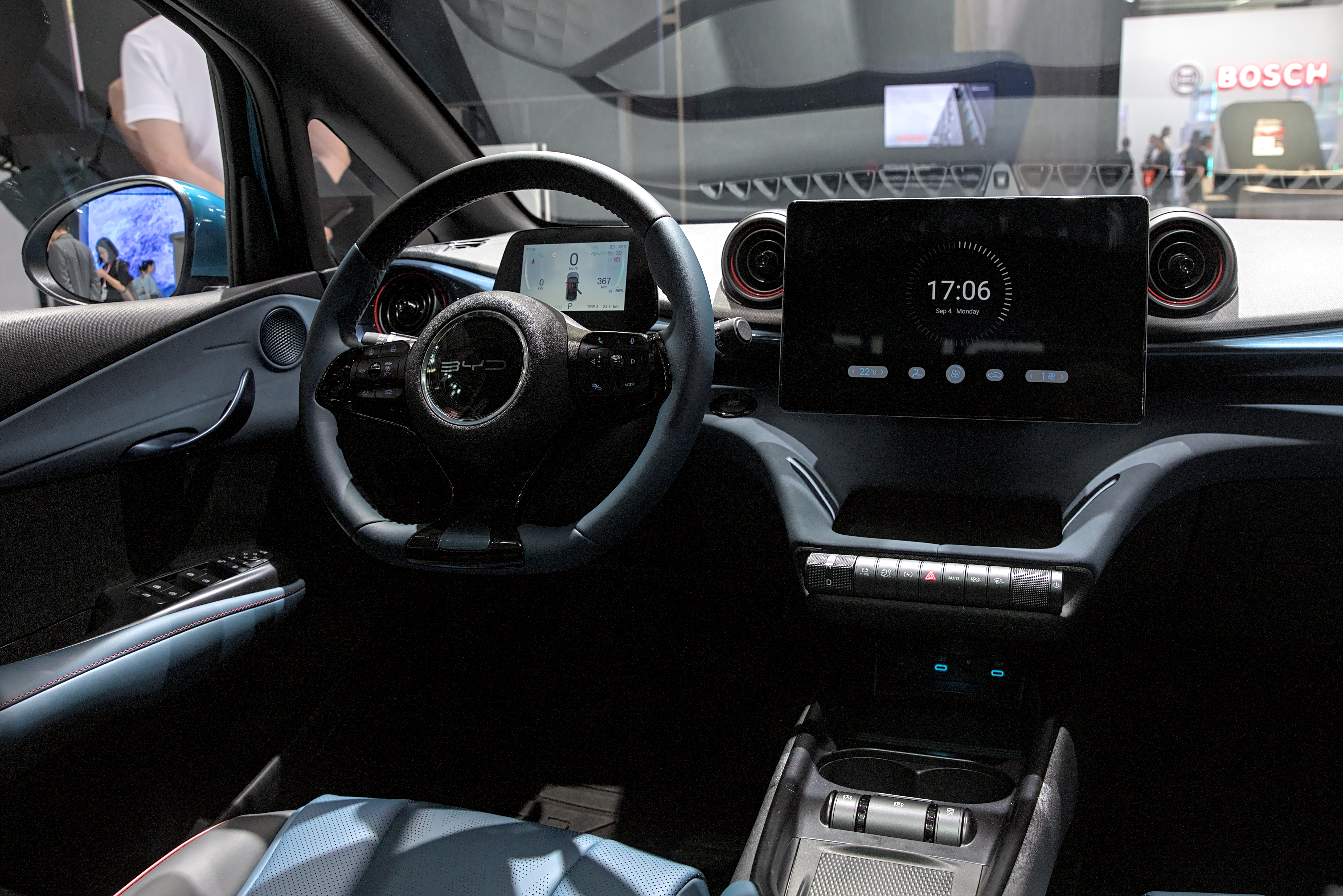